# Църква на кръста на равнините
Лакеуден Ристи  (на фински: Lakeuden Ristin kirkko – Църква на кръст на равнините) е лутеранска църква, разположена в Сейняйоки, Финландия.
Църквата е проектирана от финландския архитект Алвар Аалто и е построена в периода 1957 - 1960 г. Тя е първата сграда от мащабен проект за административен и публичен център, в който проект Аалто проектира общината, библиотеката, театъра и обществена офис сграда.
Катедралата разполага с 1200 седящи места в основната зала и 124 места в галерията с органа. В духа на Gesamtkunstwerk Аалто проектира и сребърните прибори, антепедиума, олтарния покрив и двета стъклописа за църквата.
Камбанарията, с форма на кръст, откъдето идва и името на църквата, е висока 65 м и е регионалната забележителност. Енорийският център се състои от бели едноетажни и двуетажни постройки, които са построени в близост до църквата през 1964 – 1966 г. Алвар Аалто проектира и парка в близост до църквата.
Националният съвет по антиките признава сградата, като национално значимо наследство, като част от Аалто център. Docomomo признават Аалто център като значим пример на модернистична архитектура във Финландия. Църквата е защитена през 2004 г. със степен от централната администрация на евангелската лутеранска църква на Финландия.
- Интериор на църквата
- Органът
- Близък кадър на органа